# Kei Chinen
Kei Chinen (知念 慶?, Chinen Kei; Haebaru, 17 marzo 1995) è un calciatore giapponese, attaccante o centrocampista dei Kashima Antlers.

## Statistiche

### Presenze e reti nei club
Statistiche aggiornate al 20 luglio 2024.
| Stagione                 | Club                     | Campionato               | Campionato | Campionato | Coppe nazionali | Coppe nazionali | Coppe nazionali | Coppe continentali | Coppe continentali | Coppe continentali | Supercoppe | Supercoppe | Supercoppe | Totale | Totale |
| Stagione                 | Club                     | Comp                     | Pres       | Reti       | Comp            | Pres            | Reti            | Comp               | Pres               | Reti               | Comp       | Pres       | Reti       | Pres   | Reti   |
| ------------------------ | ------------------------ | ------------------------ | ---------- | ---------- | --------------- | --------------- | --------------- | ------------------ | ------------------ | ------------------ | ---------- | ---------- | ---------- | ------ | ------ |
| 2017                     | Kawasaki Frontale        | J1                       | 4          | 1          | CG+CdL          | 3+2             | 0+1             | ACL                | 0                  | 0                  | -          | -          | -          | 9      | 2      |
| 2018                     | Kawasaki Frontale        | J1                       | 27         | 4          | CG+CdL          | 4+2             | 3+1             | ACL                | 5                  | 2                  | SG         | 1          | 0          | 39     | 10     |
| 2019                     | Kawasaki Frontale        | J1                       | 21         | 5          | CG+CdL          | 3+1             | 0+1             | ACL                | 4                  | 1                  | SG         | 1          | 0          | 30     | 7      |
| 2020                     | Oita Trinita             | J1                       | 29         | 3          | CdL             | 1               | 0               | -                  | -                  | -                  | -          | -          | -          | 30     | 3      |
| 2021                     | Kawasaki Frontale        | J1                       | 22         | 4          | CG+CdL          | 3+1             | 0               | ACL                | 5                  | 4                  | SG         | 0          | 0          | 31     | 8      |
| 2022                     | Kawasaki Frontale        | J1                       | 27         | 7          | CG+CdL          | 1+0             | 1+0             | ACL                | 6                  | 3                  | SG         | 1          | 0          | 35     | 11     |
| Totale Kawasaki Frontale | Totale Kawasaki Frontale | Totale Kawasaki Frontale | 101        | 21         |                 | 20              | 7               |                    | 20                 | 10                 |            | 3          | 0          | 144    | 38     |
| 2023                     | Kashima Antlers          | J1                       | 21         | 5          | CG+CdL          | 0+4             | 0               | -                  | -                  | -                  | -          | -          | -          | 25     | 5      |
| 2024                     | Kashima Antlers          | J1                       | 23         | 1          | CG+CdL          | 2+1             | 0+1             | -                  | -                  | -                  | -          | -          | -          | 26     | 2      |
| Totale Kashima Antlers   | Totale Kashima Antlers   | Totale Kashima Antlers   | 44         | 6          |                 | 7               | 1               |                    | -                  | -                  |            | -          | -          | 51     | 7      |
| Totale carriera          | Totale carriera          | Totale carriera          | 174        | 30         |                 | 28              | 8               |                    | 20                 | 10                 |            | 3          | 0          | 225    | 48     |

## Palmarès

### Club

#### Competizioni nazionali
- Campionato giapponese: 3

Kawasaki Frontale: 2017, 2018, 2021
- Supercoppa del Giappone: 2

Kawasaki Frontale: 2019, 2021
- Coppa J. League: 1

Kawasaki Frontale: 2019

### Individuale
- Squadra del campionato giapponese: 1

2024